# 校书郎
校书郎，中国古代官职。
後魏時，秘書省始置校書郎，在唐朝，屬秘書省，官阶为从九品上，主要做文章的校对和專門典校藏書的工作。擔任過秘書省校書郎的唐代詩人有白居易（803年）、王昌齡、李商隱、錢起、元稹、李德裕、薛隆、李端、朱慶餘等人。
另一種校書郎属於屬門下省弘文馆，乃撰著文史、鳩聚學徒之所。《新唐書·志第三十七·門下省·弘文館》：「校書郎二人，從九品上。掌校理典籍、刊正錯謬。」擔任過弘文館校書郎的唐代詩人有杜牧（828年）等人。

## 另見
- 校對

賴瑞和，《唐代基層文官》，臺北：聯經出版，2005年。